# Mascioni
La Mascioni, fondata come Fabbrica d'organi Mascioni, è una ditta che produce e restaura organi a canne con sede ad Azzio (VA).

## Storia
Nata da una famiglia di lunga tradizione organaria, l'azienda fu fondata da Giacomo Mascioni nel 1829, ma trasse origine dall'esperienza di due fratelli conventuali, Pasquale e Giuseppe Mascioni, che si trasferirono a Cuvio, in Valcuvia, dopo la soppressione napoleonica degli ordini religiosi, avvenuta prima del 1803. I due religiosi suggerirono al nipote Giacomo di costruire organi: dopo un periodo trascorso come apprendista dell'organaro Gaspare Chiesa, Giacomo aprì una sua bottega a Comacchio di Cuvio e iniziò a lavorare su committenze provenienti dalla provincia di Varese e dal Canton Ticino, in Svizzera.
Sotto la guida di Vincenzo, nipote di Giacomo, e del figlio Ernesto, nei primi decenni del Novecento, la Ditta crebbe d'importanza raggiungendo livelli tecnici d'avanguardia e notorietà mondiale.
Attualmente la ditta è condotta dal figlio di Ernesto (Eugenio) e dai nipoti (Andrea, Giorgio e Maria Teresa).
Dal 1829 l'azienda ha realizzato oltre 1 200 organi.

## Principali realizzazioni

### L'organo del Duomo di Milano

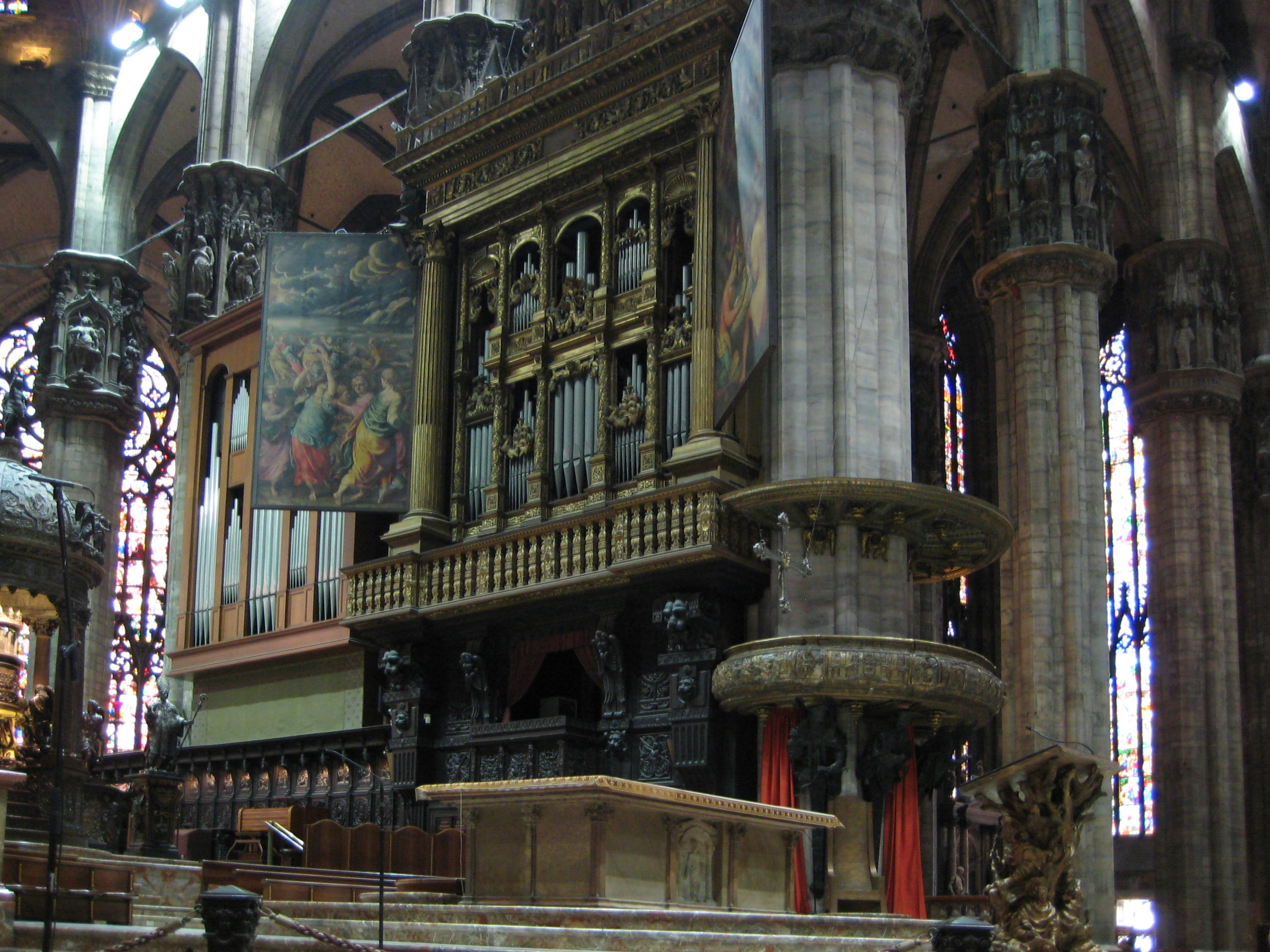
Corpi di destra dell'organo del Duomo di Milano.

Da notare in particolare la realizzazione del grandioso organo del Duomo di Milano, costruito con la Tamburini di Crema nel 1937-38 su commissione di Benito Mussolini. Nel chiederne la costruzione per donarlo al Duomo, Mussolini chiese che l'organo fosse realizzato con materiali autarchici e dai principali "organari" italiani. All'impresa parteciparono da principio tre aziende, le due citate e Balbiani-Vegezzi-Bossi di Milano. Questi ultimi, tuttavia, rinunciarono all'incarico ritenendo poco professionale che su un organo così imponente fossero utilizzate tecniche eterogenee. L'organo, ospitato dal transetto del Duomo, era dotato di 5 manuali, 2 consolle, 180 registri sonori, 15 350 canne e sette corpi. Nel 1970, nel corso del restauro del Duomo, l'organo fu smontato e fra il 1984 e il 1986 fu rimontato dalla sola ditta Tamburini che lo ha raggruppato in quattro corpi nell'abside e unendo l'organo corale utilizzato durante i lavori. Attualmente l'organo è controllato da due consolle maggiori (una a 5 manuali collocata sull'altare, l'altra a 3 manuali che controlla solo l'organo corale e il grande organo (le due casse antiche). L'organo corale può essere utilizzato anche da solo in quanto dotato di consolle a trasmissione meccanica totalmente indipendente. È possibile inoltre controllare parzialmente l'organo dalle due consolle sugli organi antichi e dall'organo corale.

### L'Organo maggiore dell'Abbazia di Montecassino
Nel 1953 gli fu commissionata su progetto fonico dello stesso Mascioni, del prof. Ferruccio Vignanelli e del rev. De Sario, la realizzazione dell'organo maggiore, e il restauro nel 1957 dell'organo del Coro interno del Monastero.

## Realizzazioni
Di seguito si trova un elenco parziale delle opere nuove. aggiungere organo V. Mascioni del 1904 parrocchia Santi Nazario e Celso a Milano, quartiere Quarto Oggiaro. Aggiungere organo V. Mascioni del 1939 presso santuario della Bozzola, vicino a Garlasco PV.
| Opus         | Anno      | Località                           | Edificio                                                                  | Tastiere | Registri | Immagine |
| ------------ | --------- | ---------------------------------- | ------------------------------------------------------------------------- | -------- | -------- | -------- |
| senza numero | 1858      | Sorico                             | Chiesa Arcipretale di Santo Stefano                                       | I+P      | 25       |          |
| senza numero | 1891      | Lugano                             | Chiesa di San Carlo Borromeo                                              | I+P      | 18       |          |
| senza numero | 1894      | Argegno                            | Chiesa della Santissima Trinità                                           | II+P     | 9        |          |
| senza numero | 1897      | Milano                             | Basilica di San Simpliciano                                               | II+P     | 22       |          |
| senza numero | 1900      | Prata Camportaccio                 | Chiesa di Sant'Eusebio                                                    | I+P      | 11       |          |
| senza numero | 1903      | Sondrio                            | Collegiata dei Santi Gervasio e Protasio                                  | II+P     | 33       |          |
| senza numero | 1906      | Gallarate                          | Santuario della Madonna in Campagna                                       | II+P     | 11       |          |
| senza numero | 1907      | Cevio                              | Chiesa di Santa Maria Assunta e di San Giovanni Battista                  | II+P     | 11       |          |
| 209          | 1909      | Fano                               | Cattedrale di Santa Maria Assunta                                         | II+P     | 22       |          |
| 284          | 1909      | Venezia                            | Basilica di San Marco                                                     | II+P     | 12       |          |
| 292          | 1910      | Lugano                             | Cattedrale di San Lorenzo                                                 | II+P     | 27       |          |
| 294          | 1910      | Milano                             | Chiesa anglicana di Ognissanti                                            | II+P     | 11       |          |
| 295          | 1910      | San Marco di Resana                | Chiesa di San Marco Evangelista                                           | II+P     | 18       |          |
| 299          | 1911      | Milano                             | Cattedrale di Santa Maria Nascente                                        | II+P     | 30       |          |
| 302          | 1911      | Roma                               | Basilica di San Lorenzo in Lucina                                         | II+P     | 21       |          |
| 303          | 1911      | Pedemonte                          | Chiesa della Santissima Annunziata                                        | II+P     | 21       |          |
| 304          | 1911      | Varese                             | Chiesa di Sant'Ambrogio                                                   | II+P     | 21       |          |
| 307          | 1911      | Roma                               | Chiesa di Santa Maria in Publicolis                                       | I+P      | 6        |          |
| 308          | 1912      | Blessagno                          | Chiesa di Sant'Abbondio                                                   | I+P      | 10       |          |
| 310          | 1912      | Busto Arsizio                      | Basilica di San Giovanni Battista                                         | II+P     | 38       |          |
| 312          | 1912      | Faido                              | Chiesa di Sant'Andrea                                                     | II+P     | 17       |          |
| 313          | 1912      | Sestri Levante                     | Chiesa di Santo Stefano del Ponte                                         | II+P     | 16       |          |
| 314          | 1912      | Milano                             | Basilica di San Babila                                                    | II+P     | 18       |          |
| 317          | 1913      | Germasino                          | Chiesa di San Donato                                                      | I+P      | 4        |          |
| 318          | 1913      | Como                               | Istituto Giosuè Carducci                                                  | III+P    | 14       |          |
| 320          | 1914      | Venezia                            | Chiesa di Santa Maria del Giglio                                          | II+P     | 14       |          |
| 332          | 1914      | Fermo                              | Cattedrale di Santa Maria Assunta                                         | II+P     | 20       |          |
| 333          | 1915      | Genova                             | Chiesa di Santa Maria di Castello                                         | II+P     | 30       |          |
| 327          | 1914      | Milano                             | Chiesa di Santa Maria Annunciata in Camposanto                            | II+P     | 9        |          |
| 345          | 1921      | Trieste                            | Cattedrale di San Giusto                                                  | III+P    | 47       |          |
| 346          | 1922      | Lugano                             | Chiesa di Santa Maria Immacolata                                          | II+P     | 11       |          |
| 349          | 1923      | Breccia                            | abitazione privata di Marco Enrico Bossi                                  | III+P    | 8        |          |
| 365          | 1925      | Velva                              | Santuario di Nostra Signora della Guardia                                 | I+P      | 9        |          |
| 367          | 1925      | Correggio                          | Basilica di San Quirino                                                   | II+P     | 25       |          |
| 369          | 1925      | Roma                               | Basilica dei Santi XII Apostoli                                           | II+P     | 32       |          |
| 370          | 1925      | Siena                              | Basilica di San Clemente in Santa Maria dei Servi                         | II+P     | 17       |          |
| 379          | 1926      | Agno                               | Chiesa dei Santi Giovanni Battista e Provino                              | II+P     | 18       |          |
| 385          | 1926      | Trento                             | abitazione privata                                                        | III+P    | 21       |          |
| 387          | 1927      | Mortegliano                        | Chiesa dei Santi Pietro e Paolo                                           | II+P     | 30       |          |
| 395          | 1927      | Treviso                            | Chiesa della Visitazione in Canizzano                                     | II+P     | 15       |          |
| 398          | 1927      | Venezia                            | Basilica di Santa Maria Gloriosa dei Frari                                | III+P    | 28       |          |
| 402          | 1928      | Trento                             | Chiesa di Santa Maria Maggiore                                            | III+P    | 57       |          |
| 405          | 1928      | Rovereto                           | Chiesa di Santa Maria del Carmine                                         | II+P     | 25       |          |
| 413          | 1929      | Milano                             | Chiesa di Santa Maria presso San Satiro (organo maggiore)                 | III+P    | 33       |          |
| 416          | 1929      | Varallo                            | Collegiata di San Gaudenzio                                               | III+P    | 48       |          |
| 417          | 1929      | Padova                             | Basilica di Sant'Antonio di Padova                                        | III+P    | 59       |          |
| 425          | 1930      | Martellago                         | Chiesa di Santo Stefano                                                   | II+P     | 23       |          |
| 436          | 1931      | Padova                             | Basilica di Sant'Antonio di Padova                                        | II+P     | 23       |          |
| 438          | 1931      | Roma                               | Pontificio Istituto di Musica Sacra (Sala accademica)                     | V+P      | 110      |          |
| 439          | 1931      | Napoli                             | Chiesa di Santa Brigida (organo maggiore)                                 | II+P     | 22       |          |
| 442          | 1931      | Mirano                             | Chiesa di San Michele Arcangelo                                           | II+P     | 28       |          |
| 450          | 1932      | Intra                              | Basilica di San Vittore                                                   | III+P    | 39       |          |
| 452          | 1933      | Costa Masnaga                      | Chiesa di Santa Maria Assunta                                             | II+P     | 21       |          |
| 456          | 1933      | Vicenza                            | Chiesa di San Lorenzo                                                     | III+P    | 38       |          |
| 457          | 1933      | Firenze                            | Chiesa dei Santi Michele e Gaetano                                        | II+P     | 16       |          |
| 459          | 1933      | Fossalta                           | Chiesa di San Giacomo Apostolo                                            | II+P     | 13       |          |
| 460          | 1933      | Ciano del Montello                 | Chiesa di Santa Maria Assunta                                             | II+P     | 18       |          |
| 463          | 1933      | Agrigento                          | Cattedrale di San Gerlando                                                | III+P    | 49       |          |
| 465          | 1934      | Zerman                             | Chiesa di Sant'Elena                                                      | II+P     | 14       |          |
| 466          | 1934      | Fiesole                            | Cattedrale di San Romolo (organo maggiore)                                | III+P    | 50       |          |
| 467          | 1934      | Albiolo                            | Chiesa della Santissima Annunciata                                        | II+P     | 17       |          |
| 476          | 1935      | Savona                             | Cattedrale dell'Assunta                                                   | III+P    | 63       |          |
| 477          | 1935      | Alghero                            | Cattedrale di Santa Maria Immacolata                                      | II+P     | 20       |          |
| 478          | 1935      | Roma                               | Chiesa di San Filippo Neri alla Pineta Sacchetti                          | II+P     | 16       |          |
| 482          | 1935      | Andria                             | Cattedrale                                                                | II+P     | 33       |          |
| 485          | 1936      | Varese                             | Basilica di San Vittore                                                   | III+P    | 63       |          |
| 487          | 1936      | Ravenna                            | Cattedrale della Resurrezione di Nostro Signore Gesù Cristo               | III+P    | 51       |          |
| 491          | 1936      | Figline Valdarno                   | Collegiata di Santa Maria                                                 | III+P    | 35       |          |
| 494          | 1937      | Roma                               | Basilica di Santa Sabina                                                  | II+P     | 38       |          |
| 496          | 1937      | Mortara                            | Basilica di san Lorenzo                                                   | II+P     | 15       |          |
| 497          | 1937      | Pescara                            | Cattedrale di San Cetteo                                                  | III+P    | 53       |          |
| 498          | 1937      | Este                               | Basilica di Santa Maria delle Grazie                                      | II+P     | 24       |          |
| 506          | 1937-1938 | Milano                             | Cattedrale di Santa Maria Nascente                                        | V+P      | 180      |          |
| 507          | 1938      | Milano                             | Cattedrale di Santa Maria Nascente (organo provvisorio)                   | II+P     | 14       |          |
| 514          | 1938      | Fiesole                            | Chiesa di San Francesco                                                   | III+P    | 34       |          |
| 515          | 1938      | Roma                               | Chiesa di Sant'Andrea al Quirinale                                        | II+P     | 14       |          |
| 516          | 1938      | Predappio                          | Chiesa di Sant'Antonio                                                    | II+P     | 15       |          |
| 523          | 1939      | Mortara                            | Basilica di san Lorenzo                                                   | II+P     | 30       |          |
| 525          | 1939      | L'Aquila                           | Basilica di San Bernardino(organo del coro)                               | II+P     | 21       |          |
| 530          | 1940      | Roma                               | Chiesa della Natività di Nostro Signore Gesù Cristo                       | II+P     | 20       |          |
| 548          | 1940      | Firenze                            | Conservatorio Luigi Cherubini (Sala del Buonumore)                        | III+P    | 33       |          |
| 557          | 1941      | Padova                             | Chiesa di San Nicolò                                                      | II+P     | 16       |          |
| 560          | 1941      | Como                               | Basilica di San Fedele Martire in Como                                    | III+P    | 44       |          |
| 563          | 1942      | Manciano                           | Chiesa di San Leonardo                                                    | II+P     | 13       |          |
| 566          | 1942      | Parma                              | Cattedrale di Santa Maria Assunta (organo del coro)                       | II+P     | 22       |          |
| 569          | 1942      | Roma                               | Chiesa di San Marcello al Corso                                           | II+P     | 46       |          |
| 579          | 1943      | Vicenza                            | Santuario della Madonna di Monte Berico                                   | III+P    | 57       |          |
| 582          | 1943      | Treviso                            | Chiesa di San Giovanni della Croce                                        | II+P     | 16       |          |
| 595          | 1944      | Gignese                            | Chiesa di San Maurizio                                                    | II+P     | 20       |          |
| 599          | 1944      | Viareggio                          | Chiesa di Sant'Antonio                                                    | III+P    | 51       |          |
| 603          | 1945      | Busto Arsizio                      | Chiesa di San Michele Arcangelo                                           | II+P     | 40       |          |
| 609          | 1945-1946 | Ligornetto                         | Chiesa di San Lorenzo                                                     | II+P     | 28       |          |
| 611          | 1946      | Capriana                           | Chiesa di San Bartolomeo                                                  | II+P     | 9        |          |
| 613          | 1945      | Milano                             | abitazione privata                                                        | II+P     | 32       |          |
| 618          | 1946      | Roma                               | Chiesa di Santa Maria Mediatrice                                          | III+P    | 56       |          |
| 623          | 1947      | Istanbul                           | Basilica di Sant'Antonio di Padova                                        | III+P    | 34       |          |
| 626          | 1947      | Spormaggiore                       | Chiesa della Natività di Maria                                            | II+P     | 24       |          |
| 636          | 1948      | Giubiasco                          | Chiesa di Santa Maria Assunta                                             | II+P     | 13       |          |
| 632          | 1949      | Novara                             | Basilica di San Gaudenzio                                                 | III+P    | 57       |          |
| 640          | 1949      | Rocca di Papa                      | Santuario della Madonna del Tufo                                          | II+P     | 19       |          |
| 642          | 1949      | Vertighe                           | Santuario di Santa Maria delle Vertighe                                   | II+P     | 20       |          |
| 647          | 1949      | Terni                              | Santuario di Sant'Antonio di Padova                                       | II+P     | 21       |          |
| 643          | 1948      | Tribano                            | Chiesa di San Martino Vescovo                                             | II+P     | 26       |          |
| 650          | 1949      | Pompei                             | Santuario della Beata Vergine del Rosario                                 | III+P    | 83       |          |
| ?            | 1950      | La Storta                          | Cattedrale dei Sacri Cuori di Gesù e Maria                                | I+P      | 15       |          |
| 651          | 1950      | Roma                               | Basilica di Sant'Eugenio                                                  | III+P    | 33       |          |
| 652          | 1950      | Isola di Barbana                   | Santuario della Madonna di Barbana                                        | II+P     | 21       |          |
| 656          | 1951      | Magadino                           | Chiesa di San Carlo Borromeo                                              | II+P     | 23       |          |
| 657          | 1951      | Mortara                            | Abbazia di Santa Croce                                                    | II+P     | 28       |          |
| 661          | 1951      | Castelminio                        | Chiesa dei Santi Vittore e Corona                                         | II+P     | 19       |          |
| 676          | 1952      | Rovellasca                         | Chiesa dei Santi Pietro e Paolo                                           | II+P     | 23       |          |
| 683          | 1953      | Preggio                            | Chiesa della Santissima Trinità in San Francesco                          | II+P     | 23       |          |
| 689          | 1953      | Roma                               | Basilica del Sacro Cuore Immacolato di Maria                              | III+P    | 50       |          |
| 696          | 1953      | Roma                               | Pontificio Collegio Americano del Nord                                    | III+P    | 63       |          |
| 693          | 1953      | Montecassino                       | Cattedrale di Santa Maria Assunta e San Benedetto abate                   | III+P    | 82       |          |
| 696          | 1953      | Roma                               | Almo Collegio Capranica                                                   | II+P     | 16       |          |
| 700          | 1954      | Benevento                          | Basilica di Maria Santissima delle Grazie                                 | III+P    | 46       |          |
| 701          | 1954      | Roma                               | Chiesa dei Santi Vincenzo e Anastasio alle Tre Fontane                    | II+P     | 13       |          |
| 703          | 1953      | Montecassino                       | Abbazia di Montecassino, Coro di notte                                    | II+P     | 17       |          |
| 712          | 1955      | Cagliari                           | Cattedrale di Santa Maria                                                 | III+P    | 42       |          |
| 716          | 1955      | Treviso                            | Chiesa di Santa Fosca in Santa Maria Maggiore                             | II+P     | 18       |          |
| 718          | 1955      | Milano                             | Santuario di Sant'Antonio di Padova                                       | III+P    | 36       |          |
| 720          | 1955      | Roma                               | Basilica di Santa Maria Maggiore                                          | III+P    | 71       |          |
| 721          | 1955      | Vicenza                            | Cattedrale di Santa Maria Annunciata                                      | III+P    | 57       |          |
| 722          | 1955      | Teramo                             | Cattedrale di Santa Maria Assunta                                         | II+P     | 26       |          |
| 723          | 1956      | Trieste                            | Seminario vescovile                                                       | II+P     | 15       |          |
| 724          | 1956      | Catania                            | Chiesa del Sacro Cuore                                                    | II+P     | 16       |          |
| 728          | 1956      | Roma                               | Chiesa di San Francesco a Ripa                                            | II+P     | 23       |          |
| 729          | 1957      | Trieste                            | Chiesa di San Cipriano                                                    | II+P     | 18       |          |
| 730          | 1956      | Arezzo                             | Chiesa di San Francesco Stigmatizzato in Saione                           | II+P     | 33       |          |
| 733          | 1956      | Como                               | Basilica di Sant'Abbondio                                                 | II+P     | 15       |          |
| 742          | 1957      | Roma                               | Basilica di Sant'Antonio da Padova all'Esquilino                          | III+P    | 49       |          |
| 743          | 1957      | Firenze                            | Chiesa del Sacro Cuore                                                    | II+P     | 23       |          |
| 747          | 1958      | Milano                             | Chiesa della Beata Vergine Immacolata e Sant'Antonio                      | III+P    | 51       |          |
| 748          | 1958-1959 | Trieste                            | Chiesa di Sant'Antonio Nuovo (organo maggiore)                            | III+P    | 72       |          |
| 755          | 1957      | Lucca                              | Cattedrale di San Martino                                                 | III+P    | 48       |          |
| 759          | 1958      | Sarsina                            | Concattedrale di San Vicinio                                              | II+P     | 18       |          |
| 760          | 1958      | Troia                              | Concattedrale della Beata Vergine Maria Assunta in Cielo                  | II+P     | 23       |          |
| 760          | 1958      | Roma                               | Chiesa di Santo Spirito in Sassia                                         | II+P     | 20       |          |
| 770          | 1958      | Trieste                            | Chiesa di Sant'Antonio Nuovo (organo minore)                              | I+P      | 16       |          |
| 773          | 1960      | Teano                              | Cattedrale di San Clemente                                                | II+P     | 24       |          |
| 776          | 1959      | Fano                               | Chiesa di Santa Maria Nuova                                               | III+P    | 73       |          |
| 778          | 1959      | Fabriano                           | Cattedrale di San Venanzio                                                | II+P     | 25       |          |
| 780          | 1959      | Palestrina                         | Chiesa di Sant'Antonio Abate                                              | II+P     | 15       |          |
| 781          | 1960      | Roma                               | Chiesa della Sacra Famiglia a Villa Troili                                | II+P     | 17       |          |
| 783          | 1959      | Montevarchi                        | Chiesa di Santa Maria al Giglio                                           | II+P     | 23       |          |
| 784          | 1959      | Milano                             | Chiesa dei Santi Narbore e Felice                                         | II+P     | 21       |          |
| 785          | 1959      | Fondi                              | Chiesa di Santa Maria in Piazza                                           | II+P     | 21       |          |
| 789          | 1960      | Roma                               | Chiesa anglicana di Ognissanti                                            | III+P    | 40       |          |
| 791          | 1959      | Firenze                            | Chiesa di San Paolino                                                     | I+P      | 16       |          |
| 793          | 1960      | Venezia                            | Chiesa di San Michele in Isola                                            | II+P     | 17       |          |
| 794          | 1960      | La Valletta                        | Concattedrale di San Giovanni                                             | III+P    | 38       |          |
| 797          | 1960      | Ravenna                            | Basilica di San Vitale                                                    | III+P    | 53       |          |
| 798          | 1960      | Treviso                            | Chiesa di San Francesco                                                   | II+P     | 21       |          |
| 802          | 1961      | Assisi                             | Basilica di Santa Maria degli Angeli                                      | IV+P     | 72       |          |
| 804          | 1961      | Livorno                            | Cattedrale di San Francesco                                               | III+P    | 44       |          |
| 805          | 1961      | Firenze                            | Cattedrale di Santa Maria del Fiore                                       | V+P      | 126      |          |
| 809          | 1962      | Faenza                             | Cattedrale di San Pietro Apostolo                                         | III+P    | 48       |          |
| 815          | 1962      | Padova                             | Chiesa dei Santi Filippo e Giacomo                                        | II+P     | 19       |          |
| 816          | 1963      | San Giovanni Valdarno              | Basilica di Santa Maria delle Grazie                                      | II+P     | 31       |          |
| 820          | 1962      | Roma                               | Pontificio Collegio Urbano De Propaganda Fide                             | II+P     | 30       |          |
| 825          | 1962      | Napoli                             | Basilica di Santa Chiara                                                  | III+P    | 40       |          |
| 829          | 1963      | Milano                             | Santuario di Santa Rita da Cascia                                         | III+P    | 51       |          |
| 830          | 1962      | Spiazzo                            | Chiesa di San Vigilio                                                     | II+P     | 21       |          |
| 831          | 1963      | Porto Santo Stefano                | Chiesa di Santo Stefano                                                   | II+P     | 23       |          |
| 833          | 1962      | Roma                               | Chiesa di San Paolo dentro le Mura                                        | III+P    | 41       |          |
| 835          | 1963      | Amalfi                             | Cattedrale di Sant'Andrea                                                 | III+P    | 40       |          |
| 836          | 1963      | Cassino                            | Chiesa di San Giovanni Battista                                           | II+P     | 14       |          |
| 838          | 1963      | Roma                               | Chiesa delle Sante Perpetua e Felicita                                    | II+P     | 24       |          |
| 839          | 1964      | Roma                               | Chiesa di Gesù Divino Lavoratore                                          | II+P     | 31       |          |
| 842          | 1964      | Palestrina                         | Cattedrale di Sant'Agapito martire                                        | II+P     | 26       |          |
| 843          | 1964      | Firenze                            | Seminario maggiore arcivescovile                                          | II+P     | 20       |          |
| 845          | 1964      | Caslano                            | Chiesa di San Cristoforo                                                  | II+P     | 17       |          |
| 851          | 1964      | Corinaldo                          | Chiesa di San Francesco                                                   | II+P     | 24       |          |
| 854          | 1964      | Roma                               | abitazione privata                                                        | II+P     | 29       |          |
| 856          | 1964      | Torino                             | Chiesa di San Gioacchino                                                  | II+P     | 36       |          |
| 861          | 1965      | Lugano                             | Chiesa di Santa Maria degli Angeli                                        | II+P     | 36       |          |
| 863          | 1965      | Lido di Ostia                      | Chiesa di Santa Maria Regina Pacis                                        | II+P     | 26       |          |
| 865          | 1965      | Trieste                            | Chiesa della Madonna del Mare                                             | II+P     | 20       |          |
| 870          | 1965      | Benevento                          | Cattedrale di Santa Maria de Episcopio                                    | III+P    | 60       |          |
| 871          | 1965      | Roma                               | Basilica di Santa Maria sopra Minerva                                     | II+P     | 20       |          |
| 873          | 1965      | Gaeta                              | Chiesa di San Giacomo Apostolo                                            | II+P     | 20       |          |
| 874          | 1966      | Roma                               | Chiesa di Santa Giovanna Antida Thouret                                   | II+P     | 15       |          |
| 876          | 1966      | Roma                               | Pontificio Seminario Lombardo                                             | II+P     | 40       |          |
| 877          | 1966      | Angera                             | Chiesa di Santa Maria Assunta                                             | II+P     | 28       |          |
| 879          | 1966      | Roma                               | Chiesa di Santa Maria in Transpontina                                     | II+P     | 40       |          |
| 883          | 1966      | Santa Teresa di Riva               | Santuario di Santa Maria del Carmelo                                      | II+P     | 15       |          |
| 886          | 1967      | Roma                               | Basilica di San Giuseppe al Trionfale                                     | II+P     | 45       |          |
| 887          | 1967      | Ravenna                            | Chiesa di Santa Maria del Suffragio                                       | II+P     | 16       |          |
| 889          | 1967      | Genova                             | Chiesa di Santa Maria di Castello                                         | II+P     | 34       |          |
| 891          | 1967      | Ravenna                            | Basilica di Sant'Agata Maggiore                                           | II+P     | 18       |          |
| 893          | 1967      | Firenze                            | Chiesa di Santa Maria Maggiore                                            | II+P     | 18       |          |
| ?            | 1968      | Agrigento                          | Chiesa di San Calogero                                                    | I+P      | 16       |          |
| 898          | 1968      | Brescia                            | Cattedrale estiva di Santa Maria Assunta                                  | III+P    | 64       |          |
| 899          | 1968      | Roma                               | Chiesa di San Pietro in Montorio                                          | II+P     | 26       |          |
| 902          | 1968      | Roma                               | Convento delle Suore Francescane dei Sacri Cuori                          | II+P     | 20       |          |
| 907          | 1969      | Roma                               | Pontificio Collegio Latino Americano                                      | II+P     | 21       |          |
| 908          | 1969      | Roma                               | Basilica di Nostra Signora di Guadalupe e San Filippo in Via Aurelia      | II+P     | 32       |          |
| 916          | 1969      | Agrigento                          | Chiesa di San Domenico                                                    | II+P     | 18       |          |
| 919          | 1970      | Cerreto Laziale                    | Chiesa di Santa Maria Assunta                                             | II+P     | 12       |          |
| 921          | 1970      | Roma                               | Curia generalizia dell'Ordine dei frati minori                            | II+P     | 20       |          |
| 922          | 1970      | Vicenza                            | Seminario vescovile (Aula Sanson)                                         | II+P     | 19       |          |
| 928          | 1971      | Trieste                            | Chiesa di San Vincenzo de' Paoli                                          | II+P     | 25       |          |
| 932          | 1971      | Città del Vaticano                 | Aula Paolo VI                                                             | V+P      | 104      |          |
| 939          | 1971      | Muggia                             | Chiesa dei Santi Giovanni e Paolo                                         | II+P     | 16       |          |
| 943          | 1972      | Lugano                             | Chiesa di Santa Teresa di Lisieux                                         | II+P     | 29       |          |
| 953          | 1973      | Subiaco                            | Abbazia Territoriale di Subiaco - Basilica Cattedrale di Santa Scolastica | III+P    | 47       |          |
| 959 o 960    | 1973      | Firenze                            | Chiesa di Santo Stefano al Ponte                                          | II+P     | 19       |          |
| 961          | 1973      | Roma                               | Chiesa di Sant'Achille                                                    | II+P     | 29       |          |
| 962          | 1973      | Roma                               | Chiesa di Santa Marcella                                                  | II+P     | 15       |          |
| 964          | 1973      | Torino                             | Teatro Regio                                                              | II+P     | 13       |          |
| 968          | 1974      | Ravenna                            | Chiesa di San Giovanni Evangelista                                        | II+P     | 8        |          |
| 980          | 1975      | Bibano                             | Chiesa di San Martino nuova                                               | II+P     | 13       |          |
| 988          | 1975      | Lugano                             | Chiesa di Sant'Antonio Abate                                              | II+P     | 27       |          |
| 1002         | 1976      | Pellio Inferiore                   | Chiesa di San Michele                                                     | II+P     | 21       |          |
| 1003         | 1977      | Cassino                            | Concattedrale del Santissimo Salvatore, Santa Maria Assunta e San Germano | II+P     | 25       |          |
| 1007         | 1977      | Milano                             | Basilica di San Nazaro in Brolo                                           | II+P     | 24       |          |
| 1008         | 1977      | Monza                              | Chiesa di San Giuseppe                                                    | II+P     | 19       |          |
| 1010         | 1977      | Santiago di Compostela             | Cattedrale di San Giacomo di Compostela                                   | III+P    | 58       |          |
| 1013         | 1977      | Conscio                            | Santuario della Natività della Beata Vergine Maria                        | II+P     | 10       |          |
| 1016         | 1978      | Barzio                             | Chiesa di Sant'Alessandrio                                                | III+P    | 38       |          |
| 1022         | 1978      | Milano                             | Chiesa dei Santi Angeli Custodi                                           | II+P     | 19       |          |
| 1027         | 1979      | Pambio Noranco                     | Chiesa di San Pietro                                                      | II+P     | 21       |          |
| 1030         | 1979      | Padova                             | Conservatorio Cesare Pollini (Auditorium)                                 | III+P    | 53       |          |
| 1036         | 1980      | San Vittorino                      | Santuario di Nostra Signora di Fátima                                     | II+P     | 26       |          |
| 1039         | 1980      | Pisa                               | Cattedrale di Santa Maria Assunta                                         | IV+P     | 71       |          |
| 1042         | 1981      | Mercogliano                        | Santuario di Montevergine                                                 | III+P    | 64       |          |
| 1041         | 1982      | Minusio                            | Chiesa dei Santi Rocco e Quirico                                          | II+P     | 21       |          |
| 1053         | 1982      | Assisi                             | Basilica superiore di San Francesco d'Assisi                              | III+P    | 42       |          |
| 1055         | 1982      | Campione d'Italia                  | Chiesa di San Zenone                                                      | II+P     | 25       |          |
| 1057         | 1983      | Ravecchia                          | Chiesa di San Biagio                                                      | II+P     | 13       |          |
| 1058         | 1983      | Roma                               | Chiesa di San Gregorio VII                                                | II+P     | 30       |          |
| 1059         | 1983      | Trieste                            | Tempio nazionale a Maria Madre e Regina di Monte Grisa                    | II+P     | 24       |          |
| 1063         | 1983      | Campobasso                         | Chiesa di Sant'Antonio di Padova                                          | II+P     | 24       |          |
| 1065         | 1984      | Lugano                             | Chiesa di San Nicolao della Flüe                                          | III+P    | 41       |          |
| 1066         | 1984      | Cremona                            | Cattedrale di Santa Maria Assunta                                         | III+P    | 52       |          |
| 1068         | 1984      | Barga                              | Collegiata di San Cristoforo                                              | II+P     | 32       |          |
| 1075         | 1985      | Lecco                              | Chiesa di San Giovanni Evangelista                                        | II+P     | 24       |          |
| 1076         | 1986      | Firenze                            | Chiesa di San Piero in Palco                                              | II+P     | 31       |          |
| 1081         | 1981      | Lecco                              | Chiesa di San Francesco                                                   | II+P     | 14       |          |
| 1085         | 1987      | Assisi                             | Cripta della basilica di San Francesco d'Assisi                           | I+P      | 13       |          |
| 1087         | 1987      | Falconara Marittima                | Chiesa di Sant'Antonio                                                    | II+P     | 20       |          |
| 1088         | 1988      | Sassari                            | Chiesa di San Francesco d'Assisi                                          | II+P     | 17       |          |
| 1091         | 1988      | Vicenza                            | Conservatorio Arrigo Pedrollo (Auditorium Canneti)                        | III+P    | 33       |          |
| 1094         | 1989      | San Cassiano di Prata Camportaccio | Chiesa della Maternità della Beata Vergine Maria                          | II+P     | 22       |          |
| 1099         | 1989      | Milano                             | Chiesa di Santa Maria presso San Satiro (organo del coro)                 | I+P      | 9        |          |
| 1100         | 1989      | Verghera                           | Chiesa della Natività di Maria Vergine                                    | II+P     | 27       |          |
| 1102         | 1990      | Fano                               | Chiesa dei Santi Benedetto e Scolastica                                   | II+P     | 12       |          |
| 1109         | 1991      | San Marco in Lamis                 | Chiesa di San Matteo                                                      | II+P     | 18       |          |
| 1111         | 1991      | Longarone                          | Chiesa di Santa Maria Immacolata                                          | II+P     | 17       |          |
| 1112         | 1991      | Canobbio                           | Chiesa di San Siro                                                        | II+P     | 17       |          |
| 1118         | 1992      | Arzignano                          | Chiesa di San Giovanni Battista                                           | II+P     | 16       |          |
| 1119         | 1992      | Sant'Agata de' Goti                | Chiesa della Santissima Annunziata                                        | I+P      | 12       |          |
| 1125         | 1993      | Lamone                             | Chiesa di Sant'Andrea                                                     | I+P      | 8        |          |
| 1126         | 1994      | Loreto                             | Basilica della Santa Casa                                                 | III+P    | 75       |          |
| 1130         | 1995      | Camaiore                           | Badia di San Pietro                                                       | III+P    | 32       |          |
| 1132         | 1995      | Loreto                             | Basilica della Santa Casa                                                 | I+P      | 4        |          |
| 1130         | 1995      | Cucciago                           | Chiesa dei Santi Gervasio e Protasio                                      | II+P     | 23       |          |
| 1135         | 1996      | Sora                               | Basilica di San Domenico                                                  | II+P     | 20       |          |
| 1136         | 1996      | Osogna                             | Chiesa dei Santi Felino e Gratiniano                                      | II+P     | 14       |          |
| 1138         | 1996      | Roma                               | Chiesa dei Santi Gioacchino e Anna                                        | II+P     | 21       |          |
| 1139         | 1998      | Bellinzona                         | Collegiata dei Santi Pietro e Stefano                                     | II+P     | 45       |          |
| 1144         | 1997      | Bovolone                           | Chiesa di San Giuseppe                                                    | II+P     | 18       |          |
| 1146         | 1998      | Milano                             | Basilica di San Vincenzo in Prato                                         | II+P     | 28       |          |
| 1149         | 1999      | Camorino                           | Chiesa di San Martino                                                     | II+P     | 18       |          |
| 1150         | 1999-2000 | Varese                             | Chiesa di San Massimiliano Kolbe                                          | II+P     | 23       |          |
| 1152         | 2000      | Parma                              | Cattedrale di Santa Maria Assunta (organo maggiore)                       | II+P     | 34       |          |
| 1155         | 2001      | Milano                             | Chiesa di Santa Maria della Passione (organo di destra)                   | II+P     | 28       |          |
| 1157         | 2001      | Morbio Inferiore                   | Santuario di Santa Maria dei Miracoli                                     | II+P     | 24       |          |
| 1159         | 2001      | Catania                            | Istituto musicale Vincenzo Bellini (sala dei concerti)                    | III+P    | 25       |          |
| 1165         | 2004      | Tōkyō                              | Cattedrale di Santa Maria                                                 | III+P    | 46       |          |
| 1166         | 2004      | Paola                              | Santuario di San Francesco di Paola (chiesa nuova)                        | III+P    | 44       |          |
| 1167         | 2004      | Lanusei                            | Santuario della Madonna d'Ogliastra                                       | II+P     | 13       |          |
| 1168         | 2004      | Solbiate Olona                     | Chiesa di Sant'Antonino Martire                                           | II+P     | 17       |          |
| 1170         | 2005      | Trento                             | Chiesa di San Lorenzo                                                     | II+P     | 19       |          |
| 1171         | 2005      | Trieste                            | Chiesa di Santa Caterina da Siena                                         | II+P     | 18       |          |
| 1172         | 2006      | Bareggia di Lissone                | Chiesa di Sant'Antonio Maria Zaccaria                                     | II+P     | 10       |          |
| 1174         | 2006      | Melide                             | Chiesa dei Santi Quirico e Giulitta                                       | II+P     | 12       |          |
| 1175         | 2006      | Castellanza                        | Chiesa di San Giulio                                                      | II+P     | 28       |          |
| 1176         | 2007      | Mesoraca                           | Santuario del Santissimo Ecce Homo                                        | II+P     | 26       |          |
| 1178         | 2007      | Milano                             | Chiesa di Santa Maria Annunciata in Chiesa Rossa                          | II+P     | 14       |          |
| 1180         | 2008      | Saronno                            | Chiesa di Regina Pacis                                                    | II+P     | 20       |          |
| 1181         | 2008      | Roma                               | Chiesa di Sant'Antonio in Campo Marzio                                    | IV+P     | 47       |          |
| 1182         | 2008      | Giubiasco                          | Chiesa di Santa Maria Assunta                                             | II+P     | 22       |          |
| 1183         | 2009      | Pontevico                          | Chiesa di San Tommaso                                                     | III+P    | 43       |          |
| 1184         | 2010      | Alessandria                        | Chiesa di San Giovanni Evangelista (organo maggiore)                      | III+P    | 46       |          |
| 1186         | 2010      | Quartu Sant'Elena                  | Basilica di Sant'Elena Imperatrice                                        | III+P    | 46       |          |
| 1187         | 2010      | Roma                               | Chiesa di Santa Silvia                                                    | II+P     | 17       |          |
| 1188         | 2011      | Isola di San Giulio                | Basilica di San Giulio                                                    | II+P     | 22       |          |
| 1189         | 2011      | Vairano Scalo                      | Chiesa dei Santi Cosma e Damiano                                          | III+P    | 41       |          |
| 1191         | 2012      | Mussotto d'Alba                    | Chiesa della Trasfigurazione del Signore                                  | II+P     | 16       |          |
| 1192         | 2013      | Voghera                            | Collegiata di San Lorenzo (organo maggiore)                               | III+P    | 74       |          |
| 1193         | 2013      | Alba                               | Chiesa di San Cassiano                                                    | II+P     | 11       |          |
| 1194         | 2014      | Catania                            | Cattedrale di Sant'Agata                                                  | III+P    | 45       |          |
| 1197         | 2016      | Vila Real                          | Cattedrale di San Domenico                                                | IV+P     | 33       |          |
| 1196         | 2015      | Fátima                             | Basilica della Beata Vergine del Rosario                                  | V+P      | 90       |          |
| 1199         | 2016      | Azzio                              | Chiesa di Sant'Antonio                                                    | II+P     | 11       |          |
| 1200         | 2017      | Castiglione Olona                  | Chiesa della Beata Vergine del Rosario                                    | II+P     | 30       |          |
| 1201         | 2017      | Tenero                             | Chiesa dei Santi Pietro e Vincenzo martire                                | II+P     | 12       |          |
| 1202         | 2017      | Pinerolo                           | Santuario del Sacro Cuore                                                 | III+P    | 47       |          |
| 1205         | 2023      | Lavena Ponte Tresa                 | Chiesa del Santissimo Crocifisso                                          | III+P    | 36       |          |

## Cronologia genealogica della famiglia Mascioni
|                        |                        |                       |                       |                        |                        |                        |                    |                         |                         |                       |                       |
|                        |                        |                       | Giacomo I *1811 †1896 |                        |                        |                        |                    |                         |                         |                       |                       |
|                        |                        |                       |                       |                        |                        |                        |                    |                         |                         |                       |                       |
|                        |                        |                       |                       |                        |                        |                        |                    |                         |                         |                       |                       |
|                        | Anacleto *1837 †1893   | Anacleto *1837 †1893  | Bernardo *1844 †1890  | Bernardo *1844 †1890   | Gaspare *1848 †1893    | Gaspare *1848 †1893    |                    |                         |                         |                       |                       |
|                        |                        |                       |                       |                        |                        |                        |                    |                         |                         |                       |                       |
|                        |                        |                       |                       |                        |                        |                        |                    |                         |                         |                       |                       |
|                        | Enrico I *1867 †1936   | Enrico I *1867 †1936  | Tullio I *1869 †1950  | Tullio I *1869 †1950   | Vincenzo I *1871 †1953 | Vincenzo I *1871 †1953 |                    |                         |                         |                       |                       |
|                        |                        |                       |                       |                        |                        |                        |                    |                         |                         |                       |                       |
|                        |                        |                       |                       |                        |                        |                        |                    |                         |                         |                       |                       |
| Giacomo II *1897 †1975 | Giacomo II *1897 †1975 | Ernesto *1898 †1980   | Ernesto *1898 †1980   | Giovanni I *1905 †1979 | Giovanni I *1905 †1979 | Angelo *1907 †1969     | Angelo *1907 †1969 | Vincenzo II *1910 †1975 | Vincenzo II *1910 †1975 | Tullio II *1914 †1999 | Tullio II *1914 †1999 |
|                        |                        |                       |                       |                        |                        |                        |                    |                         |                         |                       |                       |
|                        |                        |                       |                       |                        |                        |                        |                    |                         |                         |                       |                       |
| Eugenio *1932          | Eugenio *1932          | Enrico II *1934 †2021 | Enrico II *1934 †2021 | Mario *1937 †2020      | Mario *1937 †2020      |                        |                    |                         |                         | Giovanni II *1946     | Giovanni II *1946     |
|                        |                        |                       |                       |                        |                        |                        |                    |                         |                         |                       |                       |
|                        |                        |                       |                       |                        |                        |                        |                    |                         |                         |                       |                       |
| Andrea *1965           | Andrea *1965           | Giorgio *1966         | Giorgio *1966         | Maria Teresa *1978     | Maria Teresa *1978     |                        |                    |                         |                         |                       |                       |